# Rigoletto (Schiff, 1987)
Die Rigoletto ist ein 1986/87 gebautes Flusskreuzfahrtschiff der niederländischen Reederei SijFa Cruises BV in Malden, Gemeinde Heumen, das in der Time-Charter von dem Kölner Flussreise-Veranstalter 1AVista Reisen auf dem Rhein und seinen Nebenflüssen in Deutschland, den Niederlanden und Belgien eingesetzt wird. Das Schiff war von 1987 bis 2002 mit dem Namen Wilhelm Tell für die Triton AG in Basel, die Köln-Düsseldorfer und Viking River Cruises im Einsatz.

## Geschichte

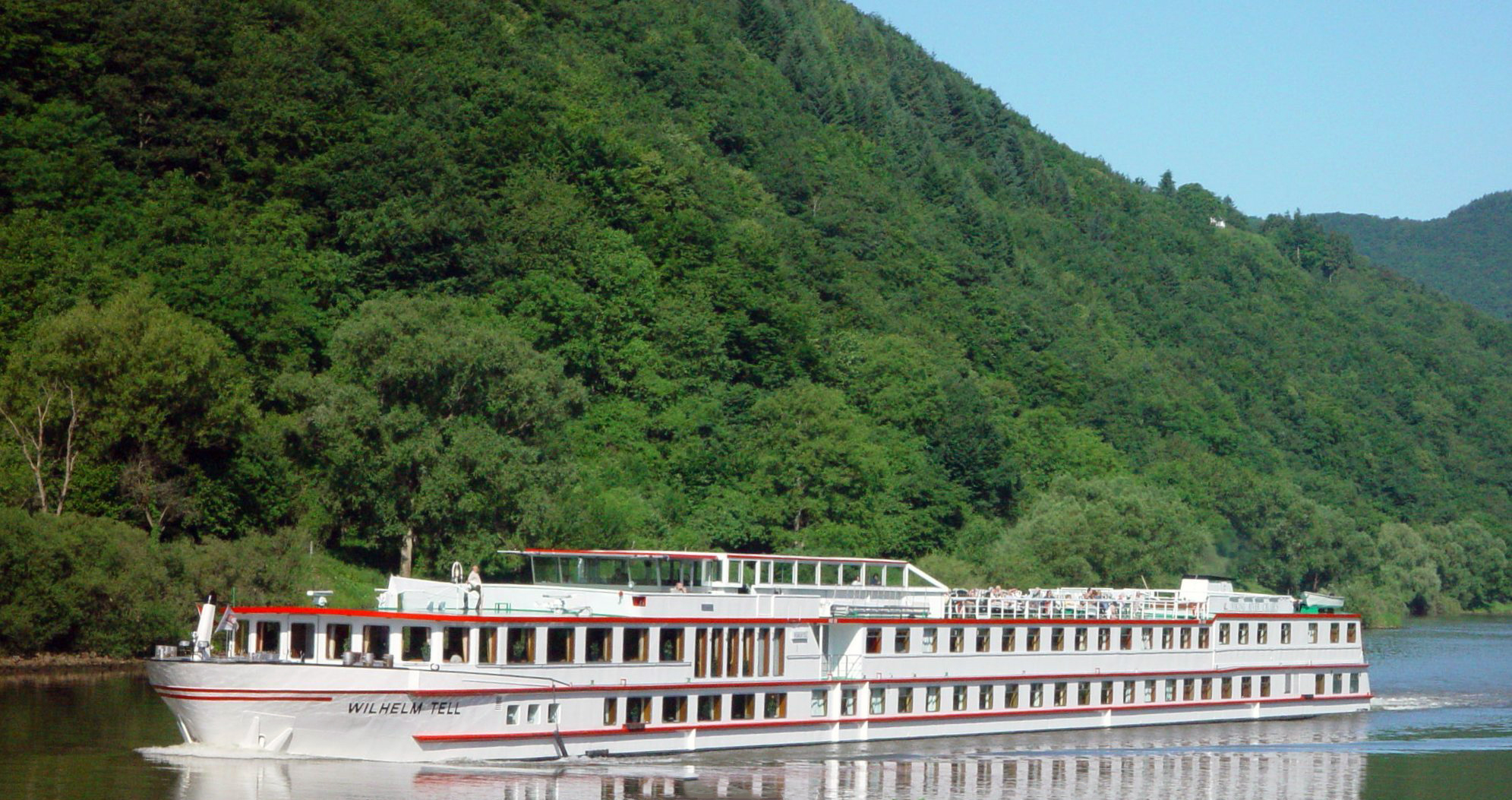
Die Wilhelm Tell auf der Mosel

Das Kabinenschiff wurde in den Jahren 1986 und 1987 durch die Schiffswerft De Merwede in Hardinxveld-Giessendam unter der Baunummer 662 und dem Namen Wilhelm Tell für die Triton-Reisen AG in Basel gebaut. Die Kiellegung erfolgte am 21. November 1986, die Schiffstaufe durch die Geschäftsführerin Béatrice Baumgartner und der anschließende Stapellauf am 7. Februar des Folgejahres. Anschließend wurde das Schiff für den Einbau der Motoren und zur Innenausstattung zur benachbarten Unternehmen Da-Capo geschleppt. An der am 1. April 1987 durchgeführten Jungfernfahrt, die von Hardinxveld-Giessendam nach Rotterdam führte, nahmen 250 geladene Gäste teil. Bei der Ablieferung verfügte das Schiff über 47 Doppelkabinen und über 4 Dreibettkabinen, so dass 106 Fahrgäste aufgenommen werden konnten. Die Indienststellung erfolgt am 9. April 1987 auf der Fahrtroute von Amsterdam nach Basel. In der Folgezeit setzte Triton die Wilhelm Tell auf Rhein, Main, Mosel und dem Schelde-Rheinkanal ein, die Wartung des Schiffes erfolgte in den Wintermonaten in Sliedrecht in den Niederlanden
Im Sommer 1993 wurde die Triton-Reisen AG von der Köln-Düsseldorfer Deutsche Rheinschiffahrt übernommen und in KD Triton AG umbenannt. In der Folge wurde die Eignerschaft aller Kabinenfahrgastschiffe der Muttergesellschaft in die neue Gesellschaft übertragen. Die Wilhelm Tell erhielt einen neuen Anstrich in KD-Farben und wurde ab Juni 1995 wieder in ihren vorherigen Fahrgebiet eingesetzt. Der Besitz des Schiffes wurde am 29. März 1996 an die neugegründete KD Deutsche Flusskreuzfahrten GmbH in Köln übertragen, die sie bis 1998 bei Kreuzfahrten auf der Donau einsetzten. Ab 1999 wurde das Fahrgebiet um Rhein und Main erweitert. Als die Premicon AG am 9. März 2000 Hauptaktionär der Köln-Düsseldorfer wurde, übernahm Viking River Cruises das Flusskreuzfahrtgeschäft der Gesellschaft inklusive aller dort eingesetzten Schiffe. Bis Oktober 2002 setzte der neue Eigner die Wilhelm Tell ein. Anschließend übernahm Sijbrands Faassen B.V. (seit 2009 SijFa Cruises) aus Malden in den Niederlanden das Schiff. Das Schiff wurde in Rigoletto umbenannt und bei der Vahali Werft in Gendt mit einem zehn Meter langen Mittelstück verlängert, so dass 120 Fahrgäste aufgenommen werden konnten. Die Rigoletto wird seitdem von 1AVista Reisen im Dauercharter auf dem Rhein und seinen Nebenflüssen eingesetzt.

## Literatur

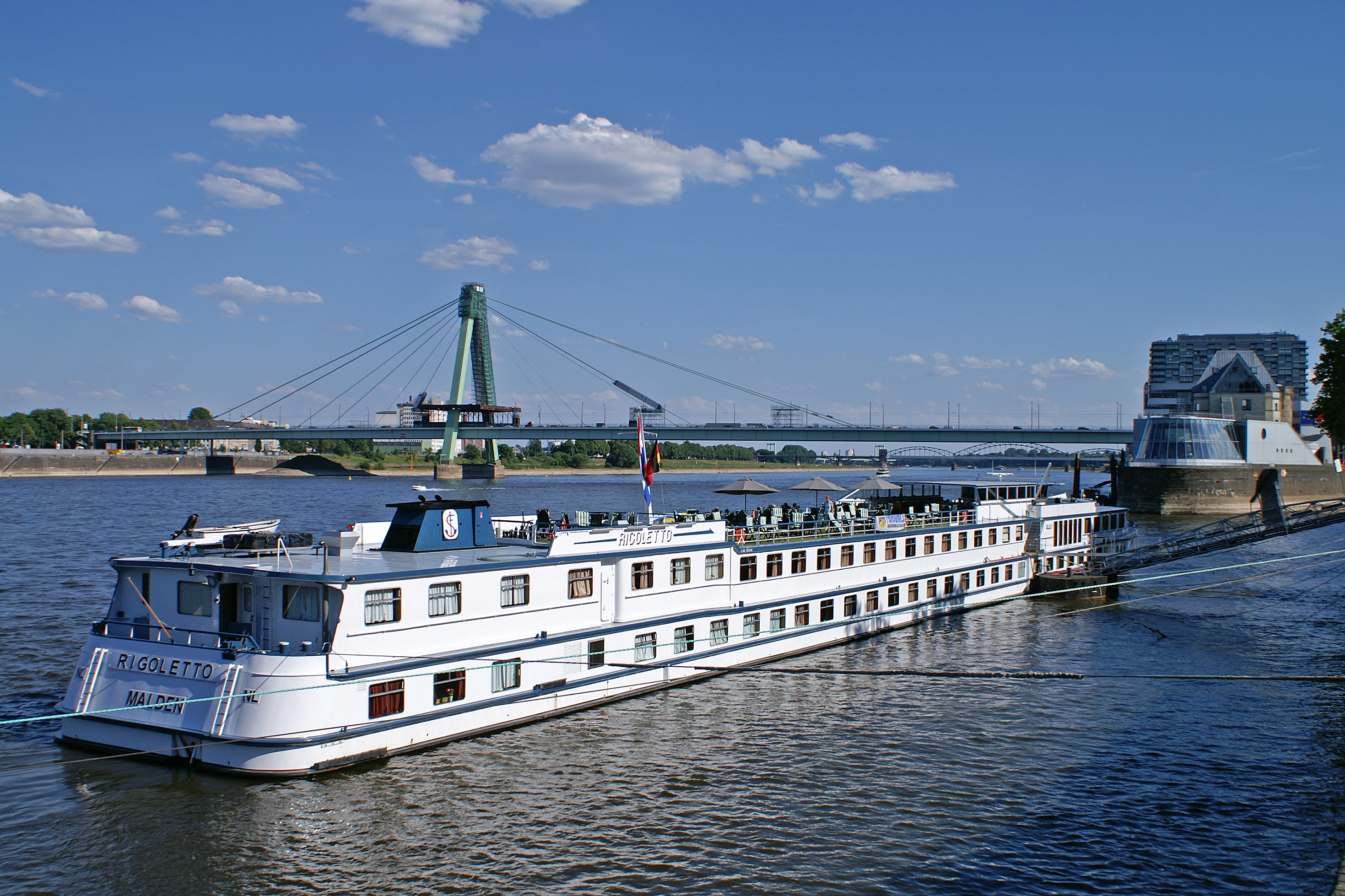
Heckansicht

## Ausstattung und Technik

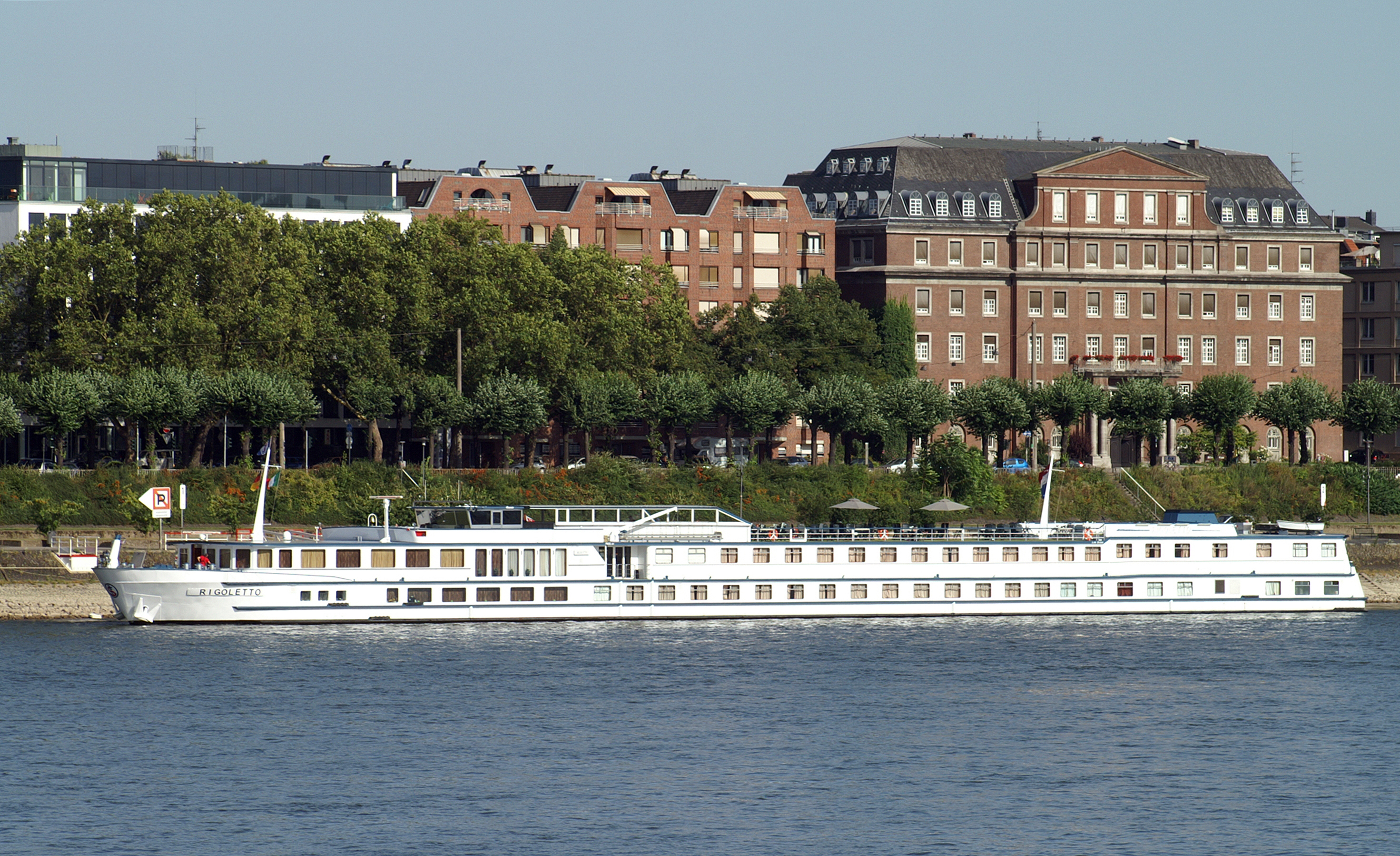
Die Rigoletto am Anleger Köln

Die Rigoletto ist ein Dreideck-Kabinenschiff der 4-Sterne-Kategorie mit 59 Doppelkabinen à 13 m² und einer Komfortkabine mit 19 m² Grundfläche. Die Kabinen sind klimatisiert und jeweils mit einer Dusche, Telefon und TV-Gerät ausgestattet. Die Kabinen für die 30-köpfige Mannschaft befinden sich im hinteren Bereich des Hauptdecks. Bugseitig wurden auf dem Hauptdeck die Bordküche und das daran anschließende Restaurant eingerichtet, darüber liegend auf dem Oberdeck die Lounge mit integrierter Bar. Im Eingangsbereich im Oberdeck befindet sich die Rezeption und eine als Raucherbereich gekennzeichnete Bibliothek. Das mittschiffs hinter dem Steuerhaus liegende Sonnendeck wurde mit Liegestühlen und teilweise überdachten Sitzgruppen ausgestattet. Die beiden oberen Decks sind über einen Treppenlift auch für Rollstuhlfahrer erreichbar.
Das Schiff wird von 12-Zylinder-Dieselmotoren vom Typ Deutz FM716 à 585 kW über zwei Verstellpropeller angetrieben. Das von Jastram produzierte Bugstrahlruder verfügt über einen 147 kW elektrischen Antrieb. Das Schiff ist 105 m lang, 10,50 m breit. Der Tiefgang wird mit maximal 1,50 m angegeben.